# Blepharita juldussica
Blepharita juldussica är en fjärilsart som beskrevs av Max Wilhelm Karl Draudt 1934. Blepharita juldussica ingår i släktet Blepharita och familjen nattflyn. Inga underarter finns listade i Catalogue of Life.